# Alchemilla elgonensis
Alchemilla elgonensis är en rosväxtart som beskrevs av Gottfried Wilhelm Johannes Mildbraed. Alchemilla elgonensis ingår i släktet daggkåpor, och familjen rosväxter. Inga underarter finns listade i Catalogue of Life.